# Ducati 959 Panigale
Die Ducati 959 Panigale ist ein Motorradmodell der Klasse Superbike des italienischen Motorradherstellers Ducati.

## Name
Borgo Panigale ist der Vorort von Bologna, in dem Ducati seit seiner Gründung Motorräder herstellt.

## 959 Panigale

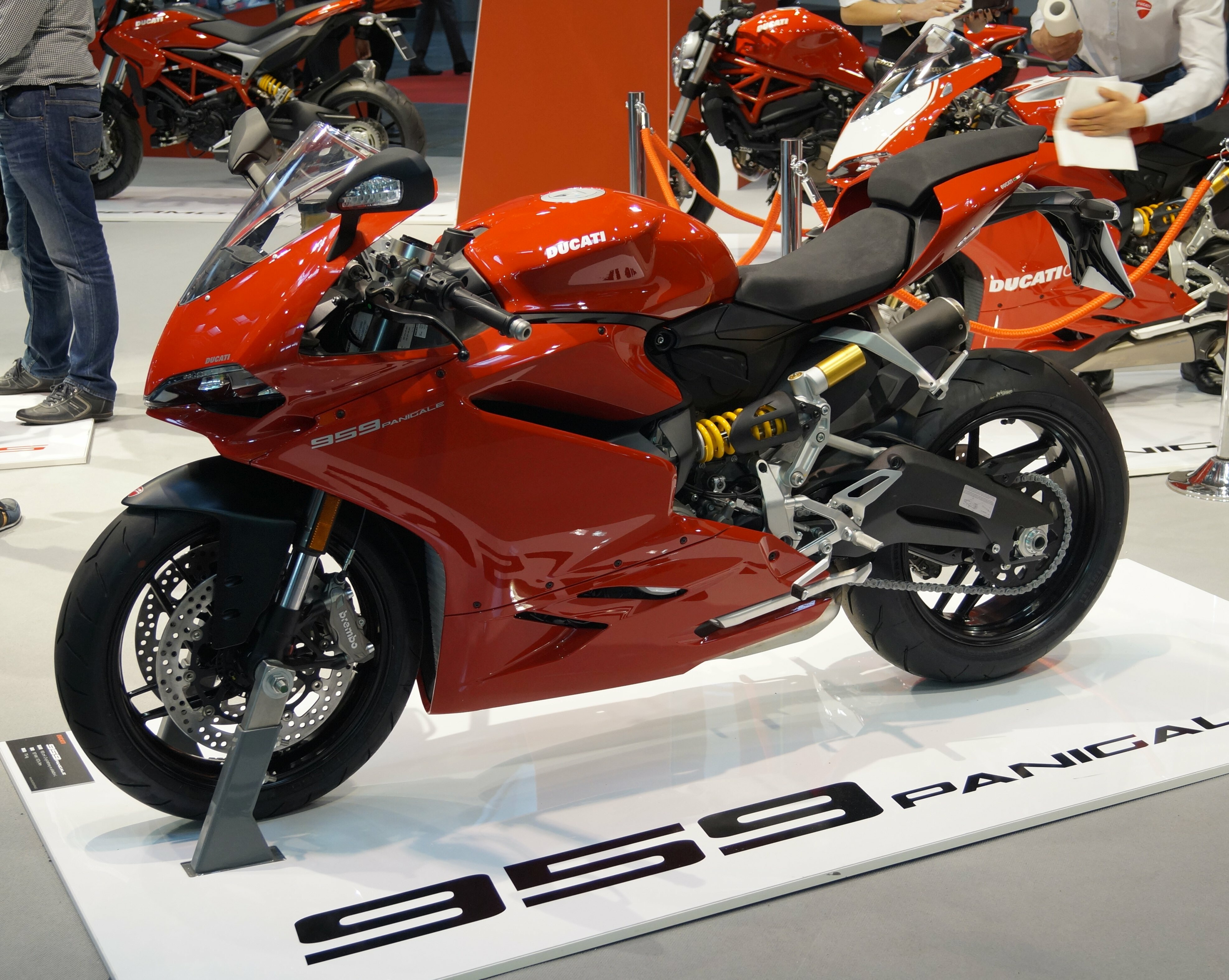
Seitenansicht

Die 959 Panigale wurde im Rahmen der EICMA 2015 als Nachfolgemodell für die Ducati 899 Panigale vorgestellt. Wie diese hat sie einen Aluminium-Monocoque-Rahmen mit Zweiarmschwinge hinten. Um der neuen Euro 4-Norm zu entsprechen, war eine vergrößerte Auspuffanlage notwendig, die nun nicht mehr unter dem Motor untergebracht ist, sondern in zwei Endrohren neben dem Hinterrad mündet. Der Motor ist weiterhin ein "Superquadro"-Abkömmling, mit unveränderten 100 mm Bohrungsdurchmesser. Eine Steigerung des Kolbenhubs auf 60,8 mm (wie in der 1199 und 1299) führt zu einem Wachstum des Hubraums auf 955 cm³, gleichzeitig stiegen auch die Leistungsdaten geringfügig an.

## Panigale V2
2019 wurde die 959 Panigale überarbeitet und erhielt in diesem Zusammenhang einen neuen Namen, angelehnt an die Panigale V4. Die V2 wurde auf der EICMA 2019 vorgestellt.
Die V2 hat hinten eine Einarmschwinge. Nachdem die Motorleistung der 959 nach dem ersten Jahr auf 150 PS gesenkt wurde, stieg sie mit der Panigale V2 wieder auf 155 PS an. Wie die 959 hat sie eine acht-stufige Traktionskontrolle. Die Elektronik wurde erweitert um das aus der 1299 Panigale bekannte Kurven-ABS, eine Bosch-6-Achsen-IMU, Wheelie-Kontrolle und den Schaltautomat, mit dem beim Hoch- und Runterschalten auf das Kuppeln verzichtet werden kann. Auch die Abgasanlage wurde einer erneuten Änderung unterworfen, sie erfüllt nun die Euro 5-Norm, kommt nun wieder mit einem kürzeren Enddrohr aus und ist damit optisch der Panigale V4 ähnlicher. Auf Wunsch ist eine GPS-Rundenzeituhr mit einem Data Analyser erhältlich.